# Saúde e nutrição infantil na África

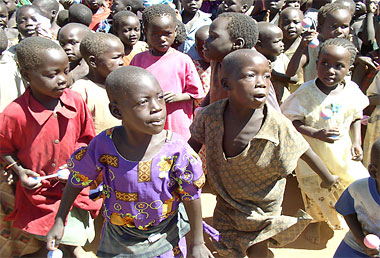
Crianças em Uganda, África

A saúde e nutrição infantil na África é voltada para os cuidados de saúde das crianças e dos adolescentes nos vários países localizados na África. O direito à saúde e a uma alimentação nutritiva e suficiente são direitos humanos fundamentais reconhecidos internacionalmente, protegidos por tratados e convenções internacionais sobre o direito à vida, bem como em cartas, estratégias e declarações. Os Objetivos de Desenvolvimento do Milênio (ODMs) 1, 4, 5 e 6 destacam que, respectivamente, a pobreza, fome, mortalidade infantil, saúde materna, a erradicação do HIV/AIDS, malária, tuberculose, são tópicos que requerem atenção no contexto da saúde infantil.
Apesar desses compromissos e ideais, no entanto, a realidade é que a alta mortalidade entre crianças pequenas, particularmente na África, continua sendo motivo de preocupação. Crianças nascidas em países desenvolvidos, como a Suécia, têm menos de 1% de risco de morrer antes de 1 ano de idade, enquanto para crianças nascidas em países em desenvolvimento, o risco é de 10% ou mais. Nos países em desenvolvimento, existem disparidades significativas entre ricos e pobres, e áreas urbanas e rurais com menor infraestrutura.

## Extensão da saúde e nutrição infantil na África
Em todo o mundo, foram feitos progressos substanciais no esforço para reduzir a mortalidade infantil. O número de mortes de menores de 5 anos no mundo caiu de quase 12 milhões em 1990 para 6,9 milhões em 2011; e a taxa global de mortalidade de menores de cinco anos caiu 41% desde 1990 – de 87 mortes por 1.000 nascidos vivos em 1990 para 51 em 2011.  As principais causas de morte entre crianças menores de 5 anos são pneumonia (18%), complicações no parto prematuro (14 por cento), diarreia (11 por cento), complicações durante o parto (9 por cento) e malária (7 por cento). Globalmente, mais de um terço das mortes de menores de 5 anos são atribuíveis à desnutrição.
Na África, registraram-se também alguns progressos ao longo das décadas. Em comparação com outras regiões, a África Subsaariana experimentou uma taxa mais rápida de redução de mortes de menores de 5 anos, com a taxa anual de declínio dobrando entre 1990–2000 e 2000–2011. No entanto, os números da mortalidade infantil na África Subsaariana ainda são preocupantes. Só a região é responsável por 3.370.000 mortes de crianças menores de 5 anos em 2011 (OMS, 2012), o que corresponde a 9.000 crianças morrendo todos os dias e seis crianças morrendo a cada minuto. De 3 milhões de mortes neonatais em todo o mundo, aproximadamente 1,1 milhão são encontradas na África Subsaariana (OMS, 2012). As taxas mais altas de mortalidade infantil estão na África Subsaariana, onde 1 em cada 9 crianças morre antes dos 5 anos; e 1 em cada 16 crianças no sul da Ásia.

## Deficiência de nutrientes essenciais e micronutrientes
Dado que a vitamina A é fundamental para o bom funcionamento do sistema visual e para a manutenção das defesas imunológicas, sua deficiência continua sendo um problema de saúde pública. Estima-se que 250.000 a 500.000 crianças com deficiência de vitamina A ficam cegas a cada ano, metade delas morrendo dentro de 12 meses após perder a visão. Essa deficiência é responsável por 350 milhões de casos de cegueira e 670.000 mortes em todo o mundo (OMS, 2001). Só na África, contribui para 23 por cento das mortes de crianças. Em 2009, a prevalência de retinol sérico baixo, associado à deficiência de vitamina A, foi de 37,7% na Etiópia, 49% no Congo e 42% em Madagáscar. As causas imediatas dessa deficiência são as baixas taxas de consumo de produtos de origem animal, a baixa biodisponibilidade de vitamina A em dietas à base de cereais, o consumo de folhas verdes com baixo teor de lipídios e o aumento da demanda corporal de vitamina A devido às infecções que afetam frequentemente as crianças africanas (Manga, 2011).
Existem níveis igualmente perturbadores de deficiências de zinco e isso tem sérios efeitos adversos no crescimento, no risco e gravidade das infecções, bem como no nível da função imunológica. Embora a prevalência real não seja clara, a deficiência de zinco é reconhecida como um dos principais fatores de risco para morbidade e mortalidade. Ela contribui para mais de 450.000 mortes por ano entre crianças menores de 5 anos, particularmente na África Subsaariana. Afetou 57 por cento das crianças menores de 5 anos no Senegal, 72 por cento em Burkina Faso e 41,5 por cento na Nigéria em 2004. As principais causas dessa deficiência em crianças são a falta de alimentos ricos em zinco de fácil absorção (como carnes, aves, frutos do mar) e o consumo excessivo de alimentos que inibem a absorção de zinco, como cereais, raízes e tubérculos.
Inadequações na ingestão de iodo, por outro lado, prejudicam a síntese de hormônios da tireoide, que são críticos para o desenvolvimento normal e bom funcionamento do cérebro e do sistema nervoso, bem como a conservação do calor e da energia do corpo. A deficiência de iodo causa bócio endêmico e cretinismo, bem como atraso no desenvolvimento mental e físico. Globalmente, 1,6 milhões de pessoas estão em risco de distúrbios por deficiência de iodo e 50 milhões de crianças afetadas por eles. Cerca de 100.000 crianças nascem a cada ano com retardo mental, a maioria deles na África. Isso se deve ao baixo consumo de alimentos ricos em iodo (por exemplo, produtos marinhos) e ao consumo excessivo de alimentos que causam bócio, principalmente a mandioca, que é um alimento básico na África Central.
A anemia é bastante prevalente na África, especialmente entre crianças pequenas, devido principalmente a uma dieta pobre em alimentos de origem animal e rica em cereais ricos em fibras, taninos e fitatos que inibem a absorção de ferro. Em 2006, cerca de 67,6 por cento das crianças menores de 5 anos e, em geral, 83,5 milhões de crianças eram anêmicas. Por meio de seus efeitos em processos metabólicos, como transporte de oxigênio, metabolismo oxidativo e crescimento celular, a deficiência de ferro também retarda o crescimento e o desenvolvimento. Prejudica a resposta imune e aumenta a suscetibilidade à infecção, retarda o desenvolvimento motor, e diminui a concentração (prejudicando as capacidades cognitivas e comportamentais). Assim, impede que 40-60 por cento das crianças africanas atinjam todas as suas capacidades mentais. Além disso, dos 26 riscos à saúde relatados pelo projeto Global Burden of Disease da OMS, a deficiência de ferro ocupa o nono lugar em termos de anos de vida perdidos.

## Intervenções preventivas

### Amamentação
O leite materno é o alimento natural ideal para um ótimo crescimento e desenvolvimento psicomotor seguro. Isso se deve aos seus ricos nutrientes e fatores de proteção, bem como sua bioespecificidade (a cinética de sua composição muda durante a lactação) e impacto nas relações mãe-filho. Essas vantagens reduzem a taxa de mortalidade infantil em 13% em áreas onde mais de 80% das mulheres amamentam exclusivamente.

### Alimentação suplementar
Crianças desnutridas têm menor resistência à infecção e estão em maior risco de doenças comuns da infância, como doenças diarreicas, infecções respiratórias, doenças recorrentes e crescimento vacilante, muitas vezes com danos irreversíveis ao seu desenvolvimento cognitivo e social. Para as gerações atuais e futuras, uma boa nutrição é a pedra angular da sobrevivência, saúde e desenvolvimento. Crianças bem nutridas iniciam um melhor caminho de desenvolvimento (tanto física quanto mentalmente), têm melhor desempenho na escola, tornam-se adultos mais saudáveis e são capazes de dar a seus próprios filhos um melhor começo de vida. A alimentação suplementar, quando implementada adequadamente, ajuda a reduzir em 6% a taxa de mortalidade de crianças menores de 5 anos.

### Redes inseticidas de longa duração
A prevenção da malária através do uso de redes é uma estratégia chave para reverter a malária em África. De acordo com estimativas geradas por modelos com base nos números fornecidos pelos fabricantes, os dados distribuído pelos programas nacionais de controle da malária e dados de inquéritos aos agregados familiares, a porcentagem de lares com pelo menos uma rede na África Subsariana aumentou de 3 por cento em 2000 para 50 por cento em 2011. Taxas de cobertura superiores a 80 por cento podem reduzir a taxa de mortalidade infantil na África em 7 por cento.

### Vacinação contra Haemophilusinfluenzae tipo b (Hib)
Hib, meningite e infecções respiratórias são frequentes e graves devido às suas altas taxas de mortalidade e potenciais consequências, que incluem danos neurossensoriais. Estas infecções podem ser prevenidas pela vacinação para reduzir a mortalidade infantil em 4 por cento. A vacinação contra o Hib faz parte do Programa Ampliado de Imunizações juntamente com as vacinas contra tuberculose, poliomielite, difteria, tétano, hepatite B, sarampo e febre amarela. Tal vacina é uma intervenção preventiva fundamental na redução da morbidade e mortalidade infantil; juntamente com o acompanhamento e promoção do crescimento, é um pilar fundamental na saúde e desenvolvimento infantil.

### Prevenção da transmissão vertical do HIV
A prevalência de 25 por cento do HIV em alguns países da África Oriental e Austral é motivo de preocupação. Os países africanos que apresentaram mais de 20 por cento de prevalência de HIV em adultos em 2011 incluíram Botsuana (23,4 por cento), Lesoto (23,3 por cento) e Eswatini (26 por cento) (UNICEF, 2013). Globalmente, o número de novas infecções por HIV continua a cair anualmente, embora haja uma variação regional considerável. Na África Subsaariana, onde vive a maioria dos recém-infectados pelo HIV, estima-se que 1,9 milhão (1.700.000 – 2.100.000) de pessoas foram infectadas em 2010. Segundo estimativas, isso representa uma diminuição de 16 por cento em comparação com o número de novos infecções por HIV em 2001, que foi de 2,2 milhões (2.100.000-2.400.000), e uma diminuição de 27 por cento em comparação com o número de novas infecções entre 1996 e 1998, quando a incidência de infecção por HIV na região atingiu o pico.
A grande maioria das crianças é infectada antes do nascimento, durante a gravidez, parto ou amamentação (se a mãe for soropositiva). O curso do HIV e AIDS é particularmente agressivo em crianças. Sem cuidados e tratamento, o vírus se multiplica e destrói o sistema imunológico da criança, diminuindo a resistência a infecções como pneumonia e outras doenças comuns da infância. Quase metade de todas as crianças infectadas por suas mães morrem antes dos 2 anos de idade. Graças à redução do preço dos medicamentos, maior conscientização, introdução de combinações de dose fixa de anti-retrovirais (ARVs) e previsões mais confiáveis de demanda por ARVs pediátricos, vários países conseguiram distribuí-los para uso em crianças, mas a taxa de cobertura continua extremamente baixa na África.

### Fortificação de alimentos
A fortificação de alimentos é uma maneira econômica de garantir que uma população receba nutrientes adequados sem alterar suas práticas alimentares habituais. A OMS recomenda a fortificação em massa de sal com iodo para prevenir a deficiência de iodo em crianças e adultos. A fortificação de outros alimentos, como farinha e óleo de cozinha, foi sugerida e implementada em alguns países, mas a iodização do sal tem sido a mais bem-sucedida em termos de implementação e benefícios na África Subsaariana. Pós de micronutrientes (MNPs) para fortificação no ponto de uso, contêm uma mistura de vitaminas e minerais. Eles são adicionados a alimentos semi-sólidos prontos para o consumo, como mingaus, sem alterar o sabor original. Esta intervenção reduz a anemia por deficiência de ferro em crianças entre seis e vinte e três meses de idade.

### Suplementos de zinco
O papel do zinco no fortalecimento das defesas imunológicas não pode ser subestimado e em áreas onde foram implementadas campanhas eficazes de suplementação preventiva, particularmente na África, a taxa de mortalidade infantil foi reduzida em 4%.

### Suplemento de vitamina A
Suplementos semestrais de vitamina A podem ajudar a reduzir a mortalidade entre crianças pequenas em 23%.

## Intervenções médicas

### Soluções de reidratação oral
A reidratação oral é considerada uma das maiores revoluções na melhoria da saúde infantil e no controle da diarreia. Com novas soluções de reidratação oral contendo zinco, a mortalidade infantil pode ser reduzida em 15%.

### Alimentos terapêuticos
F75 e F100 são tipos de leite terapêutico que é usado no tratamento de pacientes internados de desnutrição aguda grave. Eles diferem em concentrações de ingredientes e quantidade de energia. Alimentos terapêuticos prontos para uso (RTUF) são alimentos semissólidos para tratamento ambulatorial da desnutrição. Estes podem ser usados como parte de um programa comunitário de alimentação e nutrição.

### Antibióticos para tratar pneumonia
A maior disponibilidade de antibióticos para tratar pneumonia, particularmente em áreas remotas e entre populações carentes, contribuiu para reduzir a taxa de mortalidade infantil em 6%.
Outras intervenções curativas que podem ajudar a reduzir a mortalidade infantil incluem antibióticos para tratar a sepse (6%), o uso de terapias combinadas à base de artemisinina para tratar a malária (5%) e antibióticos para tratar a disenteria (2%).
Essas intervenções são altamente benéficas para a saúde e o desenvolvimento infantil. No entanto, as taxas de cobertura permanecem baixas devido ao subdesenvolvimento e à pobreza, sistemas de saúde deficientes com acesso limitado aos serviços de saúde (menos de 40 por cento na maioria dos países africanos), falta de recursos humanos qualificados resultante em parte da fuga de cérebros para países ocidentais e Países árabes, equipamentos inadequados, fornecimento inconsistente de medicamentos e produtos básicos com escassez frequente, um programa de promoção da saúde mal estruturado e pouco funcional e orçamentos limitados para a saúde (menos do que os 15 por cento recomendados pela OMS para a maioria dos países africanos) combinados com governança financeira muitas vezes não ortodoxa.

## Principais estratégias
As estratégias descritas abaixo são recomendadas pela OMS e adotadas por todos os países africanos como parte de uma abordagem mais ousada para problemas graves de saúde infantil. Seus pontos fortes residem na complementaridade dos componentes integrados às estratégias, na eficácia na redução da mortalidade e morbidade infantil e no impacto positivo de longo prazo gerado para as crianças, como melhor desempenho escolar, bem-estar e chances de vida. Essas estratégias oferecem um retorno imediato ao mesmo tempo em que têm um impacto significativo no futuro.

### Gestão Integrada de Doenças da Infância (GIDI)
A GIDI é uma estratégia que integra vários programas para a sobrevivência de crianças menores de 5 anos com o objetivo de melhorar as práticas que provavelmente terão maior impacto em sua saúde, crescimento e desenvolvimento. Esta é a estratégia abrangente para alcançar o ODM 4 (redução da mortalidade infantil), e é recomendada pela OMS e UNICEF, particularmente em países com alta taxa de mortalidade infantil. A estratégia é simples e, segundo o Banco Mundial, custo-beneficio. Visa abordar as principais causas de mortalidade infantil em ambientes caracterizados por (1) baixo nível de cobertura de saúde, com pouco ou nenhum acesso a equipamentos de diagnóstico e tratamento, (2) baixo nível de monitoramento de saúde e (3) ligações entre as unidades de saúde e as comunidades. A GIDI tem três componentes: (1) melhorar as habilidades dos profissionais de saúde, (2) fortalecer o sistema de saúde e (3) melhorar as práticas familiares e comunitárias.

### Cuidados Obstétricos e Neonatais de Emergência
A mortalidade materna e neonatal na região da África é responsável por mais da metade (51%) do total de mortes maternas do mundo, com uma taxa de mortalidade neonatal de aproximadamente 40 por mil. As causas desses óbitos poderiam ser prevenidas ou evitadas pela adequada implementação de estratégias de atenção qualificada ao parto e serviços de atenção obstétrica e neonatal de emergência. Com a assistência da OMS, UNICEF, UNFPA e Banco Mundial, vários países africanos desenvolveram roteiros para acelerar a redução da mortalidade materna e neonatal, melhorando as habilidades dos prestadores de serviços, padronizando protocolos de tratamento e desenvolvendo critérios de qualidade para cuidados obstétricos e neonatais de emergência.
Embora existam intervenções e estratégias eficazes para melhorar o estado de saúde e nutrição das crianças pequenas, os recursos financeiros necessários para as implementar em África são inadequados. É essencial que os governos africanos, seus parceiros domésticos (setor privado e sociedade civil) e seus parceiros no exterior (cooperação bilateral e multilateral) invistam mais fortemente na mobilização de recursos para o desenvolvimento de uma infância saudável. O foco deve ser na governança ideal dos recursos financeiros com regras de gestão transparentes e ênfase especial na equidade de cuidados e acesso garantido para os pobres.

## Fonte
Este artigo incorpora texto de um trabalho de conteúdo livre.  Licenciado em CC-BY-SA IGO 3.0 Declaração da licença: Investing against Evidence: The Global State of Early Childhood Care and Education,  Marope, P.T.M., Kaga, Y., UNESCO. Para aprender como acrescentar texto de licenças livres a artigos da Wikipédia, veja em agregar textos em licença livre na Wikipédia. Para mais informações sobre como reutilizar texto da Wikipédia, veja as condições de uso.